# قضايا بوارو المبكرة
قضايا بوارو المُبكِّرة (بالإنجليزية: Poirot's Early Cases) هي مجموعة قصص قصيرة من تأليف أجاثا كريستي لبوارو ونُشِرت لأول مرة في المملكة المتحدة عام 1974. وتحتوي على القصص الآتية:

## نبذة قصيرة

### لغز اختفاء الطباخة[1]
لغز اختفاء الطباخة (بالإنجليزية: The Adventure of the Clapham Cook)، قضية ذات طابع غريب تطلب إحدى السيدات من هيركيول بوارو التحقيق في اختفاء طباختها القديرة والتي تركت العمل بشكل مفاجئ، بوارو في البداية يرى أن هذا الطلب ذو طابع هزلي ولكن يتبين له فيما بعد أن هذا جانب واحد فقط من جرائم فظيعة اُرتكبت

### مغامرة الطفل المخطوف[1]
مغامرة الطفل المخطوف (بالإنجليزية: The Adventure of Johnnie Waverly)، خطابات تهديد مستمرة تنهال على عائلة ثرية، تطالب بمبلغ ضخم من المال، وإلا سيتم اختطاف الابن الصغير ومع اتخاذ جميع الاحتياطات من قِبل الجميع، إلا أن ما حدث أمر لا يصدقه العقل

### مغامرة شقة الطابق الثالث[1]
مغامرة شقة الطابق الثالث (بالإنجليزية: The Third Floor Flat)، في مبنى وايت هايفن الذي يقطن فيه بوارو، تقع جريمة غريبة، ولكن ما هو أغرب الطريقة التي اُرتكبت بها والدوافع التي كانت ورائها

### مشكلة في عرض البحر[1]
مشكلة في عرض البحر (بالإنجليزية: Problem at Sea)، على متن رحلة بحرية تحدث وقائع الجريمة، لا شهود ولا دوافع واضحة، أما الفرصة فهي تكاد تكون مستحيلة الوجود، لكن هل الأمر كذلك حقًّا؟!

### ملك السباتي[1]
ملك السباتي (بالإنجليزية: The King of Clubs)، في استديو «ريدبورن» لتصوير الأفلام، تحدث جريمة قتل، الكثير من الدوافع والكثير من المشتبهين بهم، لكن ما يساعد بوارو على كشف الحقيقة هي ورقة لعب من نوع ملك السباتي

### ذات الخمار[1]
ذات الخمار (بالإنجليزية: The Veiled Lady)، يخطر على بال بوارو أنه لو كان على الجانب الآخر أي لو أنه كان مجرمًا كان ليكون أكثر المجرمين دهاءً وفطنة ولن يتم القبض عليه أبدًا، في هذة القضية سيحاول بوارو اتخاذ هذا المسلك ليُشبع فضوله، هل سيوفق بوارو في مسعاه هذا باستخدام الأسلوب المغاير لعادته؟!

### المنجم المفقود[1]
المنجم المفقود (بالإنجليزية: The Lost Mine)، يحاول بوارو كشف الغموض وراء اختفاء رجل الأعمال الصيني «هان وو لينغ» وخلال البحث تبرز أعمال إجرامية لم تكن تخطر على البال

### لغز كورنوول[1]
لغز كورنوول (بالإنجليزية: The Cornish Mystery)، يبدو أن بوارو قد أصابه الغرور قليلًا بإنجازاته ولكن هذا الأمر لن يدوم طويلًا، فيجد أن تبجحه الزائد قد أصابه بالندم سريعًا ولكن إحساسه بالذنب سيجعله يحل واحدة من القضايا المعقدة بمساعدة الكابتن هستنغز

### لغز سرقة المُنَمْنَمَات[1]
لغز سرقة المُنَمْنمات (بالإنجليزية: Double Sin)، في هذة القضية يتولى الكابتن هستنغز زمام التحقيق في القضية بينما يقف بوارو موقف المتفرج، هل سيكون الكابتن هستنغز قادرًا على كشف غموض القضية وحده؟

### كيف تنمو حديقتك؟[1]
كيف تنمو حديقتك (بالإنجليزية: How Does Your Garden Grow?)، في هذه القضية يتم تكريم «بوارو» في معرض الأزهار تقديرًا لجهوده في أعمال التحري، ولكن يبدو أن الجريمة تجد طريقها أيضًا لبوارو

### لغز قطار بلايموث السريع[1]
لغز قطار بلايموث السريع (بالإنجليزية: The Plymouth Express)، تقع جريمة وحشية على متن القطار ربما حل هذه القضية يبدو غير متوقعًا، لوجود الكثير من الأمور التي تشتت الانتباه

### عش الزنابير[1]
عش الزنابير (بالإنجليزية: Wasps' Nest)، في حفلة المنتزه، يلتقي بوارو بصديق قديم، أحداث هذه القضية مختلفة عما رأيناه سابقًا، فبوارو سيحقق في جريمة لم يتم ارتكابها بعد

### الدليل المزدوج[1]
الدليل المزدوج (بالإنجليزية: The Double Clue)، نرى في هذه القضية جانبًا جديدًا من بوارو، جانبه الرومانسي لدرجة أننا نراه قد ترك أمور التحقيقات، ليتولاها عنه الكابتن هستنغز والآنسة ليمون، فهل سيوفقان في سعيهما وراء الحقيقة؟!

### قضية حفل النصر[2]
قضية حفل النصر (بالإنجليزية: The Affair at the Victory Ball)، في هذه القضية، تحدث وقائع الجريمة في الحفلة الراقصة التي يحضرها مجموعة من الأشخاص، ومستوحاة من شخصيات مسرحية قديمة، سنرى ربط بوارو للأحداث، والمفاجأة هي المكان الذي يكشف فيه بوارو الحل

### علبة الحلوى[1]
علبة الحلوى (بالإنجليزية: The Chocolate Box)، أحداث هذه القصة في وقت مبكر، عندما كان بوارو في بلجيكا وطلب من كبير المفتشين جاب مساعدته على حل القضية

### إرث عائلة ليميسورييه[1]
إرث عائلة ليمسورييه (بالإنجليزية: The Lemesurier Inheritance)، لعنة تُطارد عائلة ليمسورييه، والتي تبدأ بملاحقة صبي صغير فهل ستصيب اللعنة الصبي أم أن بوارو له رأي آخر؟

### لغز حادثة الانتحار في بلدة ماركت بيسنغ[1]
لغز حادثة الانتحار في بلدة ماركت بيسنغ (بالإنجليزية: The Market Basing Mystery)

### تصميمات الغواصة[2]
تصميمات الغواصة (بالإنجليزية: The Submarine Plans)

## الترجمة العربية
- قضايا بوارو المُبكِّرة - دار الأجيال للنشر.
- قضايا بوارو الأولى - مكتبة جرير.[3]
- جريمة بلا شهود - عمر عبد العزيز أمين، دار ميوزيك للطبع والنشر. وتحمل الرواية الرقم (19) ضمن السلسلة. (ست قصص فقط)[4]